# کلیوو اسپرینگز (اکلاهما)
کلیوو اسپرینگز(به انگلیسی: Cleo Springs) شهری در ایالت اکلاهما کشور ایالات متحده آمریکا است که جمعیت آن در سرشماری سال ۲۰۱۰ میلادی، ۳۳۸ نفر بوده‌است.